# Признак Бертрана
Признак Бертрана (де Моргана — Бертрана) — признак сходимости числовых рядов с положительными членами, установленный в 1842 году Жозефом Бертраном. В своём выводе Бертран ссылается на труд Огастеса де Моргана «The Differential and Integral Calculus», изданный в 1839 году.

## Формулировка
Если существует такое  {\displaystyle \delta >0}, что, начиная с некоторого номера {\displaystyle n}, выполняется неравенство
{\displaystyle B_{n}=\ln n\cdot \left(n\left({\frac {a_{n}}{a_{n+1}}}-1\right)-1\right)\geqslant 1+\delta ,}
то ряд {\displaystyle \sum _{n=1}^{\infty }a_{n}} сходится.
Если же {\displaystyle B_{n}\leqslant 1}, начиная с некоторого {\displaystyle n}, то ряд расходится.

## Формулировка в предельной форме
Если существует предел:
{\displaystyle B=\lim _{n\to \infty }B_{n}}
то при {\displaystyle B>1} ряд сходится, а при {\displaystyle B<1} — расходится.

Замечание. Если {\displaystyle B=1}, то признак Бертрана не даёт ответа на вопрос о сходимости ряда.
Признак Бертрана чувствительнее признака Раабе и может быть использован для крайне медленно сходящихся рядов.